# Imini

Estructura general d'un ió imini.

imini, iminium en anglès, és una sal que conté l'ió o catió amb estructura general [R1R₂C=NR₃R₄]+, i que pot ser tant una imina substituïda com protonada. És un intermedi en reaccions orgàniques, com per exemple, la reacció de Mannich.